# جمال فرفور
جمال مصطفى حسن الشهير بفرفور، وهو مغني سوداني ولد في حي الصبابي بمدينة بحري عام 1975م. درس جمال فرفور في جامعة القاهرة كلية الحقوق ونال منها درجة البكلاريوس بدأت المسيرة الفنية للفنان جمال فرفور بصورة ملحوظة عام 2000، وبدأت تتفجر موهبة جمال فرفور منذ ان كان في عمر 16 سنة.

## أبرز أعمال المغني جمال فرفور
- نسيان الريد
- كلك حلو
- لحن الكروان
- زمني الخاين
- سالب فؤادي
- صفق العنب[4]